# Рикардо Андре
Рикардо Андре Дуарте Пиреш (на португалски: Ricardo André Duarte Pires) е бивш португалски футболист. Роден е на 16 септември 1982 г., във Вила Франка да Сера, Португалия.

## Кариера
Започва кариерата си в Алверка (2001-2003) за който има 36 мача и 2 гола след това 2002 играе за малко под наем в Луриняненсе, през 2004/2005 играе във Витория Сетубал (24 мача и 3 гола), после преминава в Пенафиел (24 мача 1 гол), през 2006/2007 в Насионал Мадейра (7 мача), а през лятото на 2007 преминава в ПФК Черно море (Варна), а от зимата на 2009 в Черноморец. През юли 2011 е освободен.